# Tipula (Eumicrotipula) curinao
Tipula (Eumicrotipula) curinao is een tweevleugelige uit de familie langpootmuggen (Tipulidae). De soort komt voor in het Neotropisch gebied.